# تاريخ نظريات الأمومية
تاريخ نظريات الأمومية، أو تاريخ نظريات النظام الأمومي بدأ بمساهمات قانونية تاريخية وإثنولوجية في القرنين الثامن عشر والتاسع عشر. موضوع نظريات الأمومية هو ظهور وانتشار مجتمعات النسب الأمومي والإقامة الأمومية والنظام الأمومي، وكذلك مجتمعات النظام الأبوي، بالإضافة إلى أثرها التاريخي والحالي. مجالات البحث المشاركة في المقام الأول هي علم التاريخ وعلم الآثار والإثنولوجيا وعلم الاجتماع . في سياق تاريخ الأفكار والأبحاث، تمت صياغة الأفكار حول الأنظمة الأمومية وتناولها على خلفية مجموعة واسعة من الأيديولوجيات، مثل الماركسية والاشتراكية القومية والكونيين والحركات الاجتماعية المختلفة مثل النسوية وحركة إصلاح الحياة. والعصر الجديد .
فكرة وجود مرحلة أمومية في الكثير من الثقافات هي جزء من العديد من نظريات النظام الأمومي، ما فهمه معظم الباحثين الأوائل على أنه يعني مشاركة المرأة في السلطة أو الحكم الاجتماعي الأساسي. ثم حالّ النظام الأبوي بدل هذه المرحلة، وهو الموجود حاليًا على مستوى العالم تقريبًا. تحاول العديد من النظريات أيضًا أن تشرح بشكل عام كيفية حدوث هذا التحول. وغالبًا ما كانت فكرة "الإلهة الأم" حاضرة. إن تطور واستيعاب الأفكار الأمومية هو موضوع دراسات في تاريخ التلقي، وتاريخ الأفكار، وتاريخ العلم، وعلم اجتماع العلوم. وقد لخصت المؤرخة هارتمان Elke Hartmann ذلك في عام 2004 : "تعمل الأمومية دائمًا كسطح إسقاط لتعكس الأفكار الحالية حول العلاقة بين الجنسين"  ".

## نظرة عامة
متابعةً للدراسات القانونية التاريخية والإثنولوجية في القرن التاسع عشر، وفي سياق المادية التاريخية، يُفترض أن "النظام الأمومي" هو مرحلة عامة وضرورية في مجتمعات ما قبل التاريخ وفجر التاريخ . في القرن العشرين، كانت نظريات النظام الأمومي جزءًا من الدراسات الثقافية ذات التوجه الماركسي. وتداخل عنصر الحماس مع الوقائع التاريخية من أجل خلق بديل للبنية الأبوية للمجتمعات الصناعية الغربية. فُهم النظام الأبوي على أنها مسؤول إلى حد كبير عن الظروف الاجتماعية والمواقف والقيود الأخلاقية والنفسية، وفُهم النظام الأمومي بشكل إيجابي على أنه حالة أصلية طوباوية للمجتمع، أو بشكل ازدرائي على أنه مرحلة ثقافية متخلفة.
تطورت أطروحة وجود مرحلة ثقافية أمومية عامة في عصور ما قبل التاريخ أو على الأقل عبادة الإلهة الأم من نهاية القرن التاسع عشر إلى منتصف القرن العشرين ميلادي، بشكل متكرر نسبيًا، خاصة في دراسات عصور ما قبل التاريخ وعلم الآثار الإنجليزي. مؤرخو ما قبل التاريخ الناطقون بالألمانية المتقربون من الاشتراكية القومية في الثلاثينيات. على سبيل المثال، كان منغين Oswald Menghin، يرى أن ثقافات العصر الحجري الحديث على وجه الخصوص كانت تتميز بالنظام الأمومي. ونتيجة لذلك، مارست أبحاث عصور ما قبل التاريخ وفجر التاريخ في جمهورية ألمانيا الاتحادية تحفظًا واضحًا في مجال تطوير هذه النظرية بعد عام 1945.
في حين رُفض استخدام مفهوم النظام الأمومي في التخصصات الأكاديمية ذات الصلة باعتباره غير مناسب للبحث في الأنظمة الاجتماعية التاريخية والحالية وسلطتها المتأصلة والعلاقات بين الجنسين،  فقد تبناه ممثلي فرع الماهوية للموجة الثانية النسوية منذ نهاية السبعينيات.
هناك إجماع بحثي واسع النطاق على أن "النظام الأمومي كحكم الأم وكصورة عكسية للنظام الأبوي لا يمكن إثباته تاريخيًا" في الدراسات الجامعية، تُرفض العديد من الفرضيات والمنهجيات، خاصة أدبيات في النظام الأمومي الكلاسيكية ،  مثل التكهنات التاريخية التي تعتمد فقط على تفسيرات للأساطير . من المثير للجدل بنفس القدر تطبيق البيانات الإثنولوجية والأنثروبولوجية لتقييم الاكتشافات الأثرية والافتراضات المقارنة بين المجموعات الإثنية القائمة وثقافات ما قبل التاريخ، وهو نهج التطورية الثقافية في القرن التاسع عشر. ويشير قاموس التاريخ بإيجاز إلى موضوع النظام الأمومي: "المصطلح مضلل، والرأي القائل بأن الحق الأمومي هو مرحلة انتقالية في التطور البشري لا يمكن الدفاع عنه علميًا".

## يوهان ياكوب باخوفن
يبدأ تاريخ نظريات النظام الأمومي مع المحامي والباحث في العصور القديمة في بازل يوهان ياكوب باخوفن (1815–1887). استخدم باخوفن كلمة جينوقراطيا γυναικοκρατία وهي كلمة يونانية قديمة تعني حكم المرأة، والتي كانت شائعة في العصور القديمة، بالتناوب مع الحق الأمومي، إذ كان عالم الأنثروبولوجيا القانونية الهولندي فيلكن George Alexander Wilken أول من استخدم مصطلح “ النظام الأمومي” في كتابه "النظام الأمومي (الحق الأمومي) بين العرب القدماء عام 1884" . وكان كتاب باخوفن لعام 1861 بعنوان "حق الأم: تحقيق في حكم المرأة في العالم القديم وفقا لطبيعته الدينية والقانونية" أحد أكثر الكتب تأثيرًا في أواخر القرن التاسع عشر وأوائل القرن العشرين. وإن يمكن العثور بالفعل على آراء ونتائج مماثلة حول حكم المرأة التي ألهمت باخوفن في أعمال المؤلفين السابقين،  لكن باخوفن هو الوحيد الذي ابتكر نظرية التطور الإنساني والثقافي باستخدام حق الأم ، وهو لم يُلحظ كثيرًا خلال حياته ورُفض إلى حد كبير من قبل الباحثين، وبعد وفاته، خاصة في ألمانيا، صار له قبول واسع ومتنوع من مؤلفين من وجهات نظر عالمية مختلفة، بما في ذلك الاشتراكية والاشتراكية القومية ومناهضة الفاشية والنسوية ومناهضة النسوية أيضًا. كمؤلفين من مختلف التخصصات العلمية، مثل علم الاجتماع وعلم النفس ، وكذلك في الأدب والفن. ومن خلال الحركة النسوية في السبعينيات، أصبحت أفكاره حول الحق الأمومي معروفة لدى الجميع. في عام 1967م، ظهرت مجموعة مختارة من كتاب "حق الأم" لباخوفن في ترجمة إنجليزية لأول مرة وتبنتها المؤلفات النسويات في الولايات المتحدة الأمريكية.
كان باخوفن مقتنعًا بأن فهم الوضع الاجتماعي للمرأة أمر ضروري لفهم الثقافة في أي عصر  وافترض: “إن تاريخ الجنس البشري يتحدد بالصراع بين الجنسين”  وباستخدام أساطير قديمة فسرها بشكل حدسي، وتقارير أخذها بشكل رئيسي من الإثنوغرافيين الرومان واليونانيين الكلاسيكيين مثل هيرودوت، ورمزية القبور الأثرية، اعتقد باخوفن أنه قادر على استبناء أصل كل الأديان والثقافات. اتسمت صورته للعصور ما قبل الكلاسيكية القديمة بالمكانة المركزية للمرأة. لقد فهم باخوفن الأسطورة "باعتبارها وحيًا تاريخيًا مباشرًا". وبالتالي فإن التقاليد الأسطورية تعمل كتصوير واقعي، وإن كان مشوهًا، لعوالم الماضي التي تحتاج فقط إلى قراءتها بشكل صحيح. على سبيل المثال، رأى أوريستيا لإسخيليوس على أنها تصور الانتقال من حق الأم إلى حق الأب.
نهج باخوفن نهجًا تطوريًا ثقافيًا، فجمع بينه وبين الرمزية الثنائية التقليدية للجنسين:
"هناك التواصل المادي، وهنا التطور الروحي؛ هناك قانون لا واعي، وهنا الفردية؛ هناك الإخلاص للطبيعة، وهنا التمرد عليها".
"حق الأم يأتي من الأسفل، وهو أرضي بطبيعته وأصله؛ أما حق الأب فيأتي من فوق، وهو سماوي بطبيعة وأصله".
وبحسب هارتمان، وصف باخوفن نموذجه لتطور البشرية في أربع مراحل،  في حين يفترض آخرون، مثل الباحث في الأدب والثقافة ديفيز، نموذجًا من ثلاث مراحل. يتفق الخبراء على أن حكم المرأة بالنسبة لباخوفن لم تكن سمة شعب مثقف، بل كانت سمة مرحلة ثقافية وأن الخطوة الحاسمة في التطور الثقافي كانت الانتقال من حق الأم إلى حق الأب. مراحل نموذج تطوير باخوفن هي:
- الهيتيرية أو حق الأم غير المنظم
- الأمازونية (مرحلة متوسطة)
- حكم المرأة أو حق الأم المنظم
- حقق الأب أو الأبوية.

المرحلة الأولى، والتي وضعها في الشرق، كانت "فترة الهيتيرية غير المنظمة" (المشتقة من الكلمة اليونانية القديمة ἑταῖραι هيتيروس ، بمعنى الرفيق)، والتي تتميز بغياب الملكية الخاصة ، والكفاح اليومي من أجل البقاء وانعدام الروابط الأسرية والتزاوج الحر، إذ كانت الأبوة غير معروفة. و"المرأة (أفروديت، هيلانة) هي الرحم الجاهز دائمًا، ومبدأ الذكر يكمن في الإخصاب." ومع ذلك، وفقًا لباخوفن، فإن الأمومية أو حق الأم (المقابل للنسب الأمومي) كان قائم بالفعل. كان من الممكن أن يحكم الرجال بسبب تفوقهم الجسدي، وهو الأمر الذي كانت النساء ستتمرد عليه في نهاية المطاف. بفضل صفاتهن الدينية والعُرفية وكذلك من خلال استخدام الوسائل القتالية (الأمازونية)، أنشأن حكمًا نسائيًا منظمًا فيه الزواج الأحادي، "ذروة الإنسانية"، وكانت بطلاتهن هيرا وديميتر ؛ ويذكر كمثال جغرافي على ذلك ليقيا .
رأى باخوفن جانبًا مظلمًا في حكم المرأة متجسدًا في الأمازونيات (أرتميس، بينثيسيليا)، إذ انحرفت شخصيتها المخنثة عن أفكاره حول الشخصية الجنسية الأنثوية و الأمومية اللاحقة. ومع ذلك، وفقًا لباخوفن، تتوق الأمازونيات إلى أن يتغلب عليهن الرجل:
" تعترف المرأة في البطل المنتصر بالقوة العليا للرجل وجماله. وتكون مسرورة بإطاعته. وسئمت من بطولتها الأمازونية [...] وهي تشيد عن طيب خاطر بالرجل الذي يعيد لها مصيرها الطبيعي. فتدرك أن […] الحب والإخصاب هو مصيرها".
خصائص حكم المرأة عند باخوفن :
- الأولوية الاجتماعية للأم؛ الحق الوحيد في الميراث للبنات؛ والخال له مكانة خاصة، وحق المرأة في اختيار شريكها.
- قتل الأم هو أعظم جريمة ولا يُكفّر عنه.
- وفي الدين، احتلت عبادة الإلهة، بدءاً من إلهة الأرض الواحدة، أصل كل دين، واحتلت كاهناتها مكانة بارزة.
- ومن الناحية الاقتصادية، هناك زراعة متطورة للغاية تقوم بها النساء بشكل مشترك. يقوم الرجال بالصيد وغالبًا ما يكونون غائبين.
- ومن الناحية السياسية، تطبق المساواة العامة والحرية؛ والمرأة هي على رأس الدولة، مع تفويض بعض المهام للرجال.

استخدم باخوفن مصطلح "حكم المرأة"، لكن بالنسبة له لم يكن هذا يعني سيطرة المرأة على الرجل. وفقط المبالغة في حكم المرأة هو الذي أدى أخيرًا إلى نهاية حق الأم وانتصار حق الأب، وهو ما سبقته مرحلة من الصراع بين الأمازونيات والأبطال الأبويين الهيلينيين والرومان. "أفرطت المرأة في توسيع سلطتها، ثم نجح الرجال في تولي السيادة".
وبحسب باخوفن فإن هذا التحول حدث وفقاً للقوانين الكونية، إذ يرى توافق المراحل التاريخية للتطور أيضًا مع المقياس الكوني، الذي يربطه بالتوصيفات الدينية. ويعتبر أن “سر الديانة الأرضية” هو مركزية تقديس الهيتيرية والحكم النسائي، حيث يظهر القمر كتمثيل رمزي للأنثى، ما ينطبق على الشمس كتمثيل رمزي للمذكر في الأبوية.
"في حكم المرأة، يهيمن الليل على النهار، فيولده من نفسه، كما يحدث للأم مع مولودها؛ في حق الأب يهيمن النهار على الليل […] يكافح التطور الأرضي حتى يدرك النموذج الكوني للأجرام السماوية بالحقيقة الكاملة. وهذا الهدف النهائي لا يتحقق إلا مع سيادة الرجل على المرأة، والشمس على القمر." 
اعتبر باخوفن أن الانتصار الكوني للروح الذكورية على الطبيعة الأنثوية المادية والتحرر من عبادة أمهات الأرض عبر عبادة الأب السماوي المتعال، الله، هو تقدم أساسي في الحضارة: "وهكذا فإن الانتقال من حق الأم إلى حق الأب يتزامن مع التطور الديني الأعلى للإنسانية."  لكن بالنسبة لباخوفن، لم يكن هذا التطور بمثابة مرحلة نهائية؛ لقد رأى التاريخ يتخلله صراعات جديدة باستمرار بين هذين المبدأين المتعارضين. ولهذا السبب تعني الأبوية أيضًا أنه يتعين على الرجال تطوير الهياكل الاجتماعية والقانونية من أجل تأكيد حقوقهم كآباء، لأن النساء دائمًا على يقين من أمومتهن.
رأى باخوفن أن نظريته تؤكدها نتائج العمل الأنثروبولوجي في ستينيات وسبعينيات القرن التاسع عشر، كأعمال ماكلينان John Ferguson McLennan، ولويس مورغان. إلا أنه رفض أساليب الوضعية ونقد المصادر التي ظهرت في العلوم التاريخية الناطقة بالألمانية في بداية القرن التاسع عشر، إذ كان الأمر يتعلق بتخيل العالم القديم وتصوراته بدلا من الوصول إلى حقيقة المصادر.
تصنيف
- تُشيد هارتمان بباخوفن باعتباره رائدًا: فقد سلط الضوء على الأهمية الكبيرة للدين بالنسبة للمجتمعات القديمة، وكان عمله "[...] رائدًا في النهج المقارن والمتعدد التخصصات - والذي يستخدم على نطاق واسع اليوم [32] ".
- من منظور الدراسات الثقافية، يؤكد ديفيز أن ما كان مهمًا لاستقبال باخوفن لاحقًا لم يكن ما إذا كان نموذجه صحيحًا تاريخيًا، بل أنه وصف النساء لأول مرة كمبدعات للثقافة والدين.[33]
- تشير الباحثة الدينية لانفيرد Susanne Lanwerd والمؤرخ فيدمان Felix Wiedemann إلى أن باخوفن قام بتأريخ العلاقات بين الجنسين لأول مرة وأبطل كون نظام الأسرة الأبوي هو الحالة الطبيعية. ولم يكن يقصد انتقاد النموذج الأبوي، بل كان ينوي إضفاء الشرعية عليه.[34][35]
- بالنسبة للفيلسوفة النسوية لاوغش Helga Laugsch، فإن نظرية باخوفن حول المساواة في الحقوق بين النساء والرجال، والتي تعكس أدوارهم الطبيعية والتاريخية المفترضة، لا فائدة منها لأنها ربطت "حق الأم" عنده برفض واضح لجهود التحرر.[36]
- تقول الباحثة الثقافية فيلمان Meret Fehlmann أن الأنواع الثلاثة من النساء في نموذج باخوفن تتوافق مع أفكار الذكور: الرفيقة وهي والمرأة المتاحة جنسيًا، والمرأة الراغبة؛ ثم الأم وهي المرأة المحايدة جنسياً التي تحقق ما يسمى بمصيرها الطبيعي؛ ثم الأمازونية الكارهة للرجال وهي صورة الخوف الجنسي.[37]
- وترى فون شنورباين Stefanie von Schnurbein أن باخوفن لا يمكن اعتباره مكتشف النظام الأمومي، بل مكتشف أساطير النظام الأمومي.[38]

## قبل عام 1914

### لويس هنري مورغان
يعتبر لويس هنري مورغان مؤسس علم المصطلحات الفنية للقرابة لأنه أدرك أن القرابة تشكل النظام التنظيمي المركزي في المجتمعات التقليدية. وإلى جانب دراسات لافيتو، تعد دراساته من بين أسس البحث حول قبيلة الإيراكوي. توصل لافيتو في نهاية القرن الثامن عشر إلى إدراك أن الإيراكوي لهم نظام قرابة مختلف عن الأوروبيين. وكما باخوفن و ماكلينان، يعد مورغان أحد أهم دعاة التطور الثقافي في القرن التاسع عشر، ومثلهما، حصل مورغان على شهادة في القانون. افترضت نظرية التطور الثقافي أن جميع المجموعات البشرية تمر بنفس مراحل التطور، وخلصت إلى أنه يمكن مقارنة الثقافات الحية بالثقافات السابقة والنظر إلى الشعوب الأصلية كممثلين لحالة بدائية. غالبًا ما تم تفسير نظرية التطور الثقافي على أنها تعبير عن الإيمان المتواصل بالتقدم، ولكنها كانت أيضًا مهتمة جدًا ببقايا المراحل المبكرة من التطور في الحضارة المعاصرة.
نشأ مورغان بالقرب من محمية إيراكوي، وقام بعمل ميداني، وكان صديقًا لباركر Ely Samuel Parker زعيم سينيكا  ودعم أنشطة الأمريكيين الأصليين طوال حياته. وهذا ما ميزه عن معظم الأنثروبولوجيين في عصره، الذين قاموا بتقييم تقارير الرحالة والمبشرين فقط. في عام 1860م، بدأ مورغان مشروعًا بحثيًا استثنائيًا: إذ أرسل استبيانات إلى المبشرين والمسؤولين الاستعماريين والتجار حول العالم، وكانت الإجابات عليها تهدف إلى توفير معلومات حول أنظمة القرابة. وعلى هذه الخلفية وتحقيقاته الخاصة في أصول قبائل الإيراكوي وعلاقاتها الداخلية، قام بتصنيف الأنواع الأساسية لمستويات القرابة وحاول رسم تاريخ شامل للتطور البشري من الوحشية إلى البربرية إلى الحضارة. وقد نشر نظريته في كتابه الأكثر شهرة " Ancient Society المجتمع القديم". مثل باخوفن، افترض مورغان مرحلة أصلية عالمية يسود فيها حق الأم، وكان مقتنعًا بأن الأشكال الاجتماعية مثل النسب الأمومي والإقامة الأمومية، التي وجدها بين الإيراكوي، كانت لها مزايا للنساء لأنهن بقين في محيطهن المألوف وزرعن الأرض معًا، بينما ارتبط الانتقال إلى الأبوية مع الزواج الأحادي بعواقب سلبية على الوضع الاجتماعي للمرأة.
كان مورغان الوحيد من اتباع التطور الثقافي الذي دعا إلى تحسين الأسرة فيما يتعلق بالمساواة بين الجنسين. وكان لعمله تأثير حاسم على التلقي الماركسي لباخوفن.

### فريدريك إنجلز
يعتبر كتاب فريدريش إنجلز أصل العائلة والملكية الخاصة والدولة أحد كلاسيكيات النظرية الماركسية. كان إنجلز يعرف كتابات باخوفن، لكنه اتبع إلى حد كبير حجج مورغان، وافترض، مثله، حق الأم الأصلي. أوضح إنجلز أن الانتقال إلى النظام الأبوي حصل مع التقسيم الاجتماعي المتزايد للعمل وزيادة إنتاجية العمل من خلال إدخال الزراعة وتربية الماشية ومعالجة المعادن. ولأنه لأول مرة أصبح من الممكن حصول فائض إنتاج اجتماعي، فقد كان هناك تراكم متزايد للملكية الخاصة، وبالتالي كان لدى الرجال حافز لتمريرها حصريًا إلى ذريتهم البيولوجية. وهذا يعني أن إثبات الأبوة البيولوجية أصبح أكثر أهمية بالنسبة لهم. وبناء عليه استوجب ذلك تقييد الحياة الجنسية للمرأة والسيطرة عليها وفق فهمهم. كما تم تعزيز موقف الذكور من خلال تقسيم العمل على أساس الجنس، والذي من المفترض أنه أعطى الرجال وظائف مرموقة، وعلى النقيض من باخوفن، انتقد إنجلز العواقب بالنسبة للنساء.
"كانت الإطاحة بحق الأم هزيمة تاريخية عالمية للجنس الأنثوي. إذ سيطر الرجل على المنزل، وانحطت مكانة المرأة وصارت مستعبدة وأداة لرغباته ومجرد وسيلة لإنجاب الأطفال. هذا الوضع المنحط للمرأة، والذي يتجلى بشكل خاص بين اليونانيين في الفترة البطولية وحتى أكثر من ذلك في الفترة الكلاسيكية، تم تمويهه ونفاقه تدريجيًا، بل وفي بعض الحالات أعطي شكلًا أكثر اعتدالًا؛ ولم يُقضى عليه بأي حال من الأحوال."
وفقًا لإنجلز، كانت مرحلة حق الأم فترة مهمة في تاريخ البشرية ، إلا أن الزيادة في إنتاجية العمل أدت حتماً إلى اختلافات في المكانة بين الذكور والإناث وإلى نشوء الدولة والطبقات. المساواة الحقيقية بين الجنسين لا يمكن أن توجد إلا في ظل الاشتراكية أو الشيوعية .
شكلت نظرية إنجلز حول أصول النظام الأبوي أساسًا عند مؤلفين ماركسيين ، على سبيل المثال. إرنست بورنمان  وتميز التفسير الماركسي لعصور ما قبل التاريخ في علم الآثار السوفييتي : فقد اعتبر تميثيلات فينوس التي تعود إلى العصر الحجري القديم والتي تم اكتشافها في عشرينيات وثلاثينيات القرن الماضي دليلاً على وجود نظام أمومي شيوعي مبكر.

#### تلقي أوغست بيبل
أوغست بيبل ، مؤسس مشارك في الحركة الديمقراطية الاجتماعية الألمانية، أكمل عمله المرأة والاشتراكية، منذ الطبعة التاسعة فصاعدًا، وهو أحد كلاسيكيات الأدبيات الاشتراكية والنسوية، بفصل جديد بعنوان "المرأة في الماضي"، أيد فيه أطروحة إنجلز حول الأصل الأمومي للمجتمع البشري.
"سريان حق الأم يعني الشيوعية، والمساواة للجميع؛ إن ظهور حق الأب يعني سيادة الملكية الخاصة، وفي الوقت نفسه يعني اضطهاد المرأة واستعبادها."
رأى بيبل أن تقييد النساء بوظيفتهن البيولوجية هو السبب الرئيسي لاضطهادهن؛ وانتقد الزواج في المجتمع الرأسمالي باعتباره نتاج عقلية تركز على الاستحواذ والملكية. وكان يرى أن العصر الذهبي عنده يتحقق في إلغاء المجتمع الرأسمالي وليس في العودة إلى حق الأم :
"التحرر الكامل للمرأة ومساواتها بالرجل هو أحد أهداف تطورنا الثقافي… لقد انتهى الحكم الطبقي إلى الأبد، ومعه أيضًا سيطرة الرجال على النساء".
منذ عشرينيات القرن العشرين فقط بدأ المفكرون الاشتراكيون في الجمع بين الماركسية والأمومية، مثل ماريا وبول كريش Krische ، فيلهلم رايش.

## 1914-1974

### المؤلفون الاشتراكيون القوميون والقوميون الآخرون
انشغل العديد من المؤلفين القوميين، ومن بينهم المؤلفون الاشتراكيون القوميون، بالنظام الأمومي. كانت ماتيلدا لودندورف Mathilde Ludendorff، زوجة الجنرال والاشتراكي القومي اللاحق إريك لودندورف، من أوائل المؤلفين، فكانت تدافع عن فلسفة حياة أصلية مبنية على حكم المرأة. ونظرت إلى النساء على أنهن حافظات للأمة وكانت مقتنعة بأن إرادة الحكم عند الرجل أضرت بطبيعة النساء. طالبت لودندورف "بإيمان إلهي مناسب للنوع" لأن اليهود والمسيحيين أرادوا بدينهم إضعاف الشعب الألماني وساهموا في "انحطاطهم العقلي وإهمالهم". قدم أستاذ الفلسفة الاشتراكية القومية إرنست بيرجمان ،  والعضو في الحزب النازي، رؤية عرقية للنظام الأمومي، وربطه بأفكار التطهير العرقي. داعيًا للعودة إلى التفكير الأمومي، لأن الاستبداد الذكوري أدى إلى الانحطاط وعرّض استمرار وجود العرق الشمالي للخطر، وتمنى العودة إلى الإلهات، حاملات الثقافة الأصل. وفي دولته الأمومية المثالية، ينبغي أن يكون لدى النساء "واجب طبيعي تجاه الأمومة"، ما عارضته بورنر Sophie Rogge-Börner إذ سعت إلى دمج مطالب حقوق المرأة مع الأفكار العنصرية والقومية. ليونور كون Leonore Kühn، التي شاركت في حزب الشعب القومي الألماني وقامت بتحرير مجلة الحزب "المرأة القومية الألمانية" ، وأولت أهمية مركزية لنظرية باخوفن حول النظام الأمومي. كتابها ماجنا ماتر (Magna Mater 1928) كان يدور حول شوق الناس المزعوم في ذلك الوقت للأم العظمى، وألقى باللوم على الرجال في تراجع مقامها، وكان مخصصًا للتصميم الملموس للروحانية الأنثوية للنساء الآريات. أما المفكر القومي هيرمان ويرث، المؤسس المشارك لـ "جمعية أبحاث تراث الأسلاف الألمان" التابعة لقوات الأمن الخاصة، فقد رأى دليلاً على وجود نظام أمومي في عصور ما قبل التاريخ كما يتضح في حوليات أويرا ليندا.
في ثلاثينيات القرن العشرين، تم تفسير الانتماء إلى حق الأم أو الأب بشكل متزايد على أنه تعبير عن "العرق الآري". فمن بين آخرين، أعرب منظر العرقية هانز غونتر عن رأيه في كتابه الذي حظي بشعبية كبيرة آنذاك بعنوان "المعارف العرقية للشعب الألماني" (1922) بأنه كان هناك "تطور في جميع الثقافات الأوروبية من حق الأم الأصلي إلى حق الأب اللاحق"، لكن الأبوية هي ما يميز "العرق الشمالي". لذلك رفضت الدوائر الاشتراكية القومية إلى حد كبير فكرة النظام الأمومي، عبر عن ذلك لألفريد روزنبرغ ، الأيديولوجي الرائد للاشتراكية القومية. في عمله أسطورة القرن العشرين، بأن رفض نظرية باخوفن عن النظام الأمومي لأنها قوضت وجهة النظر القومية الذكورية للتاريخ الجرماني.

### جيمس فريزر
افترض الكلاسيكي الاسكتلندي السير جيمس فريزر في كتابه الغصن الذهبي وجود نمط طقوس دينية أساسي لكل التطور الديني. كان لهذا الاكتشاف تأثير غير عادي في ذلك الوقت ما أدى بسيغموند فرويد ومالينوفسكي وروبرت جريفز وبالين Wolfgang Paalen بتسمية أنفسهم تلاميذ فريزر.

### روبرت بريفولت
انضم الطبيب البريطاني بريفولت Robert Stephen Briffault إلى أنصار التطورية الثقافي في أواخر القرن التاسع عشر (باخوفن، مورغان). بان ذلك مؤلفاته الأنثروبولوجية الاجتماعية، إذ كان مقتنعا بوجود نظام أمومي عالمي قبل النظام الأبوي. ولتوضيح وجهة نظره، كثيرًا ما كان يجادل باستخدام تشبيهات من مملكة الحيوان، مثل: غلبة الأمومية في معظم الأنواع الحيوانية. لقد اعتبر أن للمرأة تأثيرًا مركزيًا على تقدم البشرية: فقد كانت غرائز التنشئة الاجتماعية الأنثوية هي التي ساهمت بشكل أساسي في تنمية الرجال المحتاجين للغاية.
"يولد الطفل الذكر قاسياً [...] ولا يمكن إلا للتربية الاجتماعية أن تنمي فيه طبعًا حنونًا إلى أي درجة."
وهكذا وضع بريفولت نفسه في تقليد الطبقات البرجوازية في عصره ، والذي بموجبه كانت التنشئة الاجتماعية للذكور من المهام الأساسية للنساء. كما اضطلعت المرأة بدور تكويني في الدين. ومثل مورغان ، افترض أن عبادة الأسلاف هي أصل الدين. نظرا لأن المجتمع الأصلي كان أموميًا أو على الأقل ذو نسب أمومي ، فقد كان التعبير عن التفوق الديني للمرأة في عبادة السلف الأنثوي الأصل.
"في كثير من الأحيان، يكون لكل قبيلة أو عشيرة أمهاتها الأولى. وكل الحظ السعيد والسيئ يأتي من الأمهات؛ وهن اللاتي عندما يغضبن، يرسلن الأمراض والموت."

### برونيسلاف مانوليفسكي
وصف الإثنولوجي برونيسلاف مالينوفسكي في أبحاثه الميدانية آثار التراكيب الأسرية التي يلعب فيها الخال دور الأب ذات النسب الأمومي على العلاقات بين الجنسين والسلوك الجنسي بين سكان جزر تروبرياند في ميلانيزيا. واعتبر أنه أثبت أن هناك مجتمعات لا يوجد فيها الكبت الجنسي، ومن ثم انتقد فرضية عقدة أوديب عند فرويد.
"هؤلاء السكان الأصليون يتبعون نسب الأم [...] وهذا يعني أن المواد ينتمي إلى عائلة الأم، وعشيرتها، ومجتمعها. […] قبل كل شيء، لا يعتبر الزوج أبًا للأطفال […] ولا علاقة له من الناحية الفسيولوجية بولادتهم […] إن سلوك المرأة تجاه زوجها ليس خضوعًا بأي حال من الأحوال. لديها ممتلكاتها الخاصة ومناطق نفوذها الخاصة والعامة."

### فيلهلم رايش
استنادًا إلى مالينوفسكي، يصف فيلهلم رايش وينتقد ما يسميه "تابو سفاح القربى" في كتابه "انهيار الأخلاق الجنسية". هناك أيضا صراح بين ، من ناحية ، الحياة العاطفية الحرة للشباب التروبرياندي، والتي تتوافق مع التقاليد الأمومية ، ومن ناحية أخرى ، الإكراه الزوجي الأحادي اللاحق و "نفاق الأرملة" اللاحق للزوجة ، مما يشير إلى انهيار المبادئ الأبوية.

### بيرتا إيكشتاين-دينر
في عام 1932م، كتبت الكاتبة والصحفية النمساوية بيرتا إيكشتاين-دينر Bertha Eckstein-Diener تاريخًا ثقافيًا نسائيًا عالميًا في كتابها "الأمهات والأمازونات" تحت الاسم المستعار السير جالاهاد . وكان كتابًا الأولاً من نوعه يحاول تلخيص جميع ما نُشر منذ باخوفن. ومثله، أشارت الكاتبة أيضًا في المقام الأول إلى الأساطير وتقارير الإثنولوجيين الأوائل كمصادر.

### فيلهلم شميدت
كان فيلهلم شميدت إثنولوجيًا مبشرًا ذو خلفية كاثوليكية صاغ نظرية الهجرة: نشأت الأنظمة الأمومية كثقافات زراعة عزق في المناطق النائية في الهند ثم انتشرت كثقافات زراعية في جميع أنحاء العالم.

### روبرت جريفز
رأى الشاعر روبرت جريفز السمات الأساسية للعصر الثقافي الأمومي الأصلي في منطقة البحر الأبيض المتوسط والشرق الأدنى بأكملها في أسطورة الإلهة الثالوثية الخالدة والقوية وملكها البطل. إن موضوع البطل كرفيق للإلهة العظمى وباعتباره ابنها الحبيب، الذي يجسد الطبيعة العابرة ويقتل دوريًا في شكل كاهن أو ملك مقدس، يمكن العثور عليه بالفعل عند فريزر.
كما ناقش جريفز رمزية الإلهة في مراحل القمر الثلاثة. فوفقًا له، فإن "الإلهة البيضاء" هي إلهة الشعر أو الملهمة. واعتمد على باحثة العصور القديمة جين هاريسون ، التي ربطت الإلهة بربات الإلهام وشخصيات مماثلة في الأساطير اليونانية، وفهم جريفز الشعر بأنه "استدعاء للإلهة" وكان مقتنعًا بأنه عبادة قديمة يمكن إرجاعها إلى العصر الحجري القديم. بالنسبة لجريفز، كانت الإلهة التي تخيلها بمثابة مصدر إلهام للرجل، وليس لتمكين المرأة.

### جيمس ميلارت
فسر المؤلفون في النظام الأمومي اكتشاف مستوطنة شاتالهويوك من العصر الحجري الحديث في الأناضول . عام 1958، والذي أصبح معروفًا من خلال نتائج التنقيب وتفسيرات مكتشفه الآثاري البريطاني ميلارت James Mellaart، كدليل على وجود الأنظمة الأمومية في عصور ما قبل التاريخ، وأشاروا إلى كتاب ميلارت "شاتالهويوك، مدينة من العصر الحجري الحديث في الأناضول"، ووقاموا بنشره بشكل أكبر، والذي، وفقًا لتصريحاتهم الخاصة، كان يستهدف جمهورًا واسعًا ويعتبر أقل من علمي بسبب نقص الأدلة. قام ميلارت من عام 1961م إلى عام 1964م بالكشف عن المنطقة الجنوبية من التل الأثري. وقد خلق في تفسيره صورة للعصر الحجري انحرفت عن الافتراضات السابقة، ووفقًا لها، كان هناك بالفعل تبادل للمعرفة والخدمات والسلع في العصر الحجري القديم ، وتشير كهوف العصر الحجري القديم والملاجئ الصخرية والمستوطنات المفتوحة بالفعل إلى السلوك المستقر . يجادل ميلارت بأن الثقافة الزراعية في شاتالهويوك، والتي شكل فيها الصيد وجمع الثمار أيضًا أساس الحياة، مستمدة من ثقافة الأناضول في العصر الحجري القديم الأعلى وربما تكون حلقة الوصل بين الباحثين عن الطعام والمجتمع المنتج للغذاء، “والتي هي أساس خلقت حضارتنا."  افترض ميلارت وجود النظام الأمومي في شاتالهويوك ودين الإلهة العظمى في أشكالها الثلاثة (عذراء، أم، عجوز) وهي فكرة تشير إلى تأثير جين هاريسون وروبرت جريفز. وإجراء العبادة مركزيًا من قبل النساء. "من المحتمل جدًا أن تكون عبادة الإلهة في الغالب في أيدي النساء، على الرغم من أنه لا يمكن استبعاد وجود كهنة ذكور [...]"

### كريستيان زيجريزت
في عام 1967م، تناول عالم الاجتماع والإثنولوجي الماركسي زيجريزت Christian Sigrist مسألة ظهور السلطة السياسية في كتابه "اللاسلطوية المنظمة" . يعتمد تحليله على الأدبيات الثانوية حول المجتمعات الأبوية في إفريقيا منذ منتصف القرن التاسع عشر. وفي نهاية القرن التاسع عشر طرح فرضية مفادها أنه لا تزال توجد مجتمعات انقسامية لليوم، أي غير منظمة سياسيًا من قبل سلطة مركزية و بدون حكّام، ولا يتم ذلك من باب السذاجة، بل "تعبيراً عن الإرادة الجماعية". في الوقت نفسه، رفض افتراضًا آخر باعتباره تحيزًا، والذي كان أيضًا أساس التطورية عند إنجلز: أي هذه المجتمعات بلا حكام لأنه لا يوجد تمايز في جميع مجالات الحياة. وخلافًا لهذه "الفرضية البدائية"، فإن المجتمعات الانقسامية سوف تظهر مجموعة متنوعة من العلاقات الاجتماعية. وعلى نقيض وجهة النظر الماركسية، يرى زيجريزت أنه لا توجد أسباب "داخلية" لنشوء السلطة السياسية. إن التوازن في المجتمعات الانقسامية لا يمكن أن يتزعزع إلا من الخارج، على سبيل المثال عند حدوث كوارث مناخية أو غزوات. فقط في حالات استثنائية يمكن لزعيم يتمتع بشخصية كاريزمية أن يصل إلى السلطة وينفذ أوامره حتى في مواجهة المقاومة باستخدام قوة تنفيذية.
على الرغم من أن زيجريزت لم يتعامل مع موضوع النظام الأمومي، فقد تلقى مؤلفو النظام الأمومي بحثه. على سبيل المثال تصف هايدي غوتنر-أبندروث Heide Göttner-Abendroth المجتمعات الأمومية بأنها "لاسلطوية منظمة"  وتريد أيضًا شرح عملية تطور الأنظمة الأبوية بالإشارة إلى زيجريزت .
ومع ذلك، فإن أطروحة زيجريزت تفترض صراحةً النسب الأبوي. فقد درس مجموعات سكانية يتراوح عدد أفرادها بين 30.000 إلى 900.000 شخص. وفي هذه المجموعات الكبيرة في أفريقيا التي تتطلب ممارسات اجتماعية متطورة للغاية، لم يجد سوى مجموعات منظمة من الناحية الأبوية. وعليه استنتج أن مجتمعات النسب الأمومي غير قادرة على "[...] تحقيق نفس المستوى من التكامل السياسي ومستوى عالٍ من الأداء العسكري مثل مجتمعات النسب الأبوي. مثل هذه الإنجازات لا يمكن تحقيقها في مجتمعات النسب الأمومي إلا في حالة وجود سلطات مركزية.

## منذ عام 1974

### ماريا جيمبوتاس
لعبت الآثارية ماريا جيمبوتاس منذ منتصف السبعينيات دورًا مركزيًا في تعميم فكرة النظام الأمومي . كانت متخصصة في آثار منطقة جنوب شرق أوروبا في العصر الحجري الحديث، والتي أطلقت عليها اسم أوروبا القديمة. في عام 1956م قدمت فرضيتها عن ثقافة كورغان كجزء من أعمال التنقيب التي قامت بها في الأناضول. في كتابها "آلهة وإلهات أوروبا القديمة  ، كرست نفسها لموضوعات الدين والجنس لأول مرة، فوفقًا لها، قبل تحول أوروبا إلى ثقافة كورغان، كان الناس يعيشون معًا بسلام في قرى وبلدات غير محصنة، وأن النساء حددن الأمور الاجتماعية والدينية تحت رعاية آلهة عظيمة. تخلق جيمبوتاس صورة لزمن جميل قبل النظام الأبوي الذي انتشر بعنف من قبل شعوب البدو الرحل الخيالة من السهوب الروسية ("شعوب كورغان"). من خلال طريقتها، التي أشارت إليها بنفسها باسم علم آثار الأساطير، أرادت جيمبوتاس أن تشكك بشكل أساسي في النموذج السائد لعلم الآثار ، والذي كان موجهًا اقتصاديًا وماديًا بحتًا. في آخر عملين لها غنيين بالرسوم التوضيحية موجهين للجمهور العادي المهتم، لغة الإلهة وحضارة الإلهة  قدمت الدين والطقوس والعادات والبنية الاجتماعية والزراعة والفن في عالم أوروبا القديمة ، والذي اعتبره أنصار فكرة النظام الأمومي بمثابة تأكيد أثري لعصر ما قبل التاريخ الأمومي. أحد الجوانب الرئيسية لأعمالها هو الصورة المثالية لـ "الإلهة العظيمة" التي كانت شائعة في النصف الأول من القرن العشرين. على الرغم من أن جيمبوتاس لم تصف الثقافات الأوروبية القديمة بأنها "أمومية"، إلا أن بحثها تلقاه العديد من ممثلي نظريات الأمومية.
في الثمانينيات، نظر أتباع الحركة النسوية والحركة الروحانية التي تتمحور حول الإلهة إلى عمل جيمبوتاس على أنه "دليل على أن المجتمعات الأمومية في عصور ما قبل التاريخ أطاح بها الغزو الأبوي" على سبيل المثال في منشورات سبريتناك Charlene Spretnak وإيسلر Riane Eisler .
وفقًا للإجماع العلمي، لم يكن هناك بالطبع نظام أمومي عام أو عبادة الأم العظيمة التي افترضها جيمبوتاس في أوروبا القديمة - حتى لو كانت كتب جيمبوتاس „قادت العديد من القراء الأقل اطلاعًا إلى قبول هذه الأفكار المزعومة عن الآلهة الأم/الأنظمة الأمومية كمسألة إيمان وحقيقة“  كما نقد الآثاريان رينفرو Colin Renfrew وميسكل Lynn Meskell أطروحات ماريا جيمبوتاس.
يقول الباحث في العهد القديم ماير Christl M. Maier : في حين أن دراسات جيمبوتاس الأثرية تُستقبل عادةً بالتقدير، إلا أن تفسيرها المعمم للغاية للثقافات الأوروبية القديمة والهندو-أوروبية الأولية وديانتها مثير للجدل في عدة جوانب: يُنظر إليها بشكل نقدي، على سبيل المثال، أنها تلخص اكتشافات التنقيب المختلفة جدًا في آسيا الوسطى تحت عنوان ثقافة كورغان وكذلك تدجين الحصان كحيوان ركوب دون مزيد من الأدلة...علاوة على ذلك، فإن الصورة التاريخية العالمية لجيمبوتاس عن استبدال الثقافة الأبوية بالثقافة الأمومية في الفترة من 4500 إلى 3000 ق.م لا تنصف بأي حال من الأحوال تنوع المواقع وهياكل الاستيطان ومراحل الاستيطان. تتناقض الاكتشافات والنصوص الأثرية من الشرق الأدنى أيضًا مع فرضية الإلهة الواحدة لجيمبوتاس، لأنها تشهد على تعدد الآلهة في البداية... تم قبول أطروحة جيمبوتاس، التي كانت تعتمد جزئيًا على الأقل على اكتشافات التنقيب، على نطاق واسع في أبحاث النظام الأمومي النسوي، ولكنها بُسّطت بشكل أكبر إلى صورة إلهة واحدة تشمل جميع مجالات الحياة مثل الشباب (العذرية)، والأمومة (الخصوبة) والشيخوخة (الموت).
ترى ترينجهام Ruth Tringham ، الأستاذة الأمريكية الفخرية في علم الآثار، أن جيمبوتاس قد "أربكت" عملية التفسير بشكل أساسي وقدمت استنتاجاتها الخاصة على أنها حقائق موضوعية.

### أفكار الأمومية النسوية منذ الحركة النسائية الثانية
خلال الحركة النسائية في النصف الثاني من القرن العشرين، تبنا مجموعات تنتمي إلى الفرع الثقافي أو الماهوي مفهوم الأمومية، في حين اتخذ ممثلو الحركة النسوية الاجتماعية موقفا نقديا أو حتى سلبيا تجاه فكرة الأمومية.
"بدأ تناول موضوع "الأمومية" بشكل جماعي داخل الحركة النسوية الناطقة بالألمانية حوالي عام 1976م، في نفس الوقت الذي زاد فيه الاهتمام بالسحر والتنجيم والتصوف والباطنية"
بحلول أواخر الستينيات وأوائل السبعينيات، بدأت النساء في التشكيك في عالمية النظام الاجتماعي الأبوي. وكان السؤال الرئيسي هو ما إذا كانت هناك ثقافات كانت فيها المرأة هي التي تخلق الظروف المعيشية. وفي هذا السياق هناك نظرية نسوية تقوم على فرضية الاختلاف بين الجنسين. وبناءً على ذلك، فإن النساء والرجال مختلفون جوهريًا أو قد صاروا مختلفين بالفعل، والنساء باعتبارهن الآخر لسن مسؤولات عن المسار العنيف للتاريخ، لذلك يرغبن ويمكنهن خلق عالم مختلف وأقل عنفًا.
بدأ البحث عن أدلة إيجابية على النظام الأمومي في الماضي والحاضر. وفيما يتعلق بالنظرة للعالم واليوتوبيا ضم مؤيدي فكرة الأمومية لأفكارهم ومفاهيمهم نتائج ونظريات أبحاث التاريخ الثقافي النسوي الجديد، وخاصة انتاجات المؤلفين الأمريكيين،  وكذلك المنشورات السابقة لكلاسيكيات الأمومية ، بالإضافة إلى إشارة غير متمايزة إلى الأدب من البيئة القومية والاشتراكية القومية في عشرينيات وأربعينيات القرن العشرين. غالبًا ما أدى النقد النسوي في علم الآثار لأنماط التفسير الذكورية (التحيز الذكوري) التي كانت شائعة حتى سبعينيات القرن العشرين إلى انعكاس عند مؤيدي النظام الأمومي، وهي آلية الآن "تُمنح النساء عمومًا الفضل في تطوير جميع التقنيات الثقافية." 
في الوقت نفسه، تطورت روحانية نسوية مبنية على إلهة حديثة  - في البداية في الولايات المتحدة الأمريكية  - للبحث عن صور أنثوية لله، والتي انبثقت عن انتقادات النساء للاهوت المسيحي واليهودي الذي يهيمن عليه الذكور، وكراهية النساء في كتاباتهم. وفيما يتعلق بفكرة الأمومية والنسوية الروحية، هناك أيضًا أفكار نسوية بيئية بالإضافة إلى إعادة تقييم إيجابية لبيولوجيا الأنثى، وخاصة القدرة على الولادة كقوة إبداعية قياسًا على الأرض ذات الدلالات الأنثوية وعلى العموم الجانب الأمومي. النسويات الروحيات "مقتنعات بمرحلة ثقافية عالمية أمومية سلمية ، عصر ذهبي تم استبداله بعنف بالنظام الأبوي […] "و يفهمن أن مصيرهن مرتبط ارتباطًا وثيقًا بمصير الإلهة/الأرض؛ ويعتبرن هذا الارتباط مقدسًا." 
ومن الملاحظ أنه في النظريات والحركات النسوية في إيطاليا وفرنسا، لم يلعب موضوع النظام الأمومي أي دور

### هايد غوتنر-أبندروث
منذ عام 1978م فصاعدًا، نشرت هايدي غوتنر-أبندروت Heide Göttner-Abendroth، التي تصف نفسها بأنها باحثة في النظام الأمومي، عددًا من المنشورات التي تدعي أنها توفر منهجية لدراسة الأنظمة الأمومية. لاقى كتابها "الإلهة وبطلها" وعملها الرئيسي اللاحق المكون من ثلاثة مجلدات "النظام الأمومي " استحسانًا واسع النطاق. في عام 1986م، أسست أكاديمية آجيا Akademie Hagia الخاصة، والتي وفرت منذ ذلك الحين الإطار لأنشطتها البحثية المستقلة بالإضافة إلى ممارسة طقوس "محاولات لإعادة تأسيس دين ووعي الأنظمة الأمومية في عصور ما قبل التاريخ."  في الجزء الإثنولوجي من عملها الأمومية (المجلد الثاني، 1 والثاني، 2) قامت بتوسيع تعريفها البنيوي للنظام الأمومي ، والذي قدمته، من بين أمور أخرى، في المؤتمرات التي نظمتها.
فسر كل من غوتنر-أبندروت، و فون فيرلهوف Claudia von Werlhof، وماير-سيتالرCarola Meier-Seethaler، ومولاك Christa Mulack وآخرون في منشور مشترك إضعاف أو التخلي عن نظريات النظام الأمومي العام كنتيجة لواقعة أن الكتاب في النظام الأمومي بدأوا في استخلاص استنتاجات سياسية من افتراضاتهم ونتائج الأبحاث في التسعينيات بينما تراجعت الحركة النسوية التي كانت قوية في السبعينيات والثمانينيات.
يتناقض هذا التفسير مع حقيقة أنه تم التخلي عن أطروحة النظام الأمومي إلى حد كبير منذ منتصف الستينيات فصاعدًا في دراسات عصور ما قبل التاريخ والتاريخ المبكر الناطقين باللغة الإنجليزية وكذلك في الإثنولوجيا، ؛ ولم تعد تلعب دورًا في علم الآثار في ألمانيا الغربية منذ عام 1945م. كما تشير فيلمان Meret Fehlmann إلى أنه في أبحاث النسوية الروحية والأمومية النسوية، عادةً ما يتم تلقي الأعمال الأثرية بفارق زمني معين، وبالتالي "لم تعد تعكس أحدث الوضع العلمي [...]" . رفض غالبية علماء الأنثروبولوجيا النسويين مفهوم النظام الأمومي في منتصف السبعينيات.
وتبقى أعمال غوتنر-أبندروت مثيرة للجدل: "في الإثنولوجيا والأنثروبولوجيا وعلم الآثار والدراسات الدينية، عادة ما تكون نظريتها سلبية إلى حد ما لأن وجود النظام الأمومي الذي تصفه لا يمكن إثباته بطريقتها [...]" .

#### فرضيات حول دين الأنظمة الأمومية التاريخية

بنية الإلهة-البطل وفقًا لغوتنر-أبندروت: ترمز الأَهِلَّة إلى الأشكال الثلاثة للإلهة العظمى: فتاة، وامرأة، وعجوز. أدناه: تمثل الشمس البطل الذكر (الرفيق، الابن الحبيب) للإلهة. ترمز الخلفية الزرقاء إلى اتساع الكون والسماء والبحر وما إلى ذلك.

وفقًا لغوتنر-أبندروت، كان دين "الأنظمة الأمومية التي تطورت تاريخيًا" في الشرق الأدنى وأوروبا هو عبادة الإلهة الأم ، التي ظهرت في ثلاثة أشكال. إلا أن الأمر لم يكن يتعلق بإله متعالٍ خارج العالم، بل كان يُنظر إلى العالم بأكمله على أنه إلهي. وبهذا المعنى، فإن الكون بالكامل تتخلله القوى النسائية. تدعي غوتنر-أبندروت أنها اكتسبت "بنية الإلهة البطل" كنموذج لهذا الدين من خلال تحليل الأساطير وملاحم العصور الوسطى والحكايات الخيالية، والتي تعتبرها أيضًا تعبيرًا عن ممارسة اجتماعية سابقة.
- في السماء "تسكن الإلهة المشرقة والشبابية قبة السماء، المتجسدة في فتاة الصيد."
- الوسط - الأرض والبحر - هو مسكن الإلهة "التي، بقوة الإثارة لديها، تجعل اليابسة والماء، والحيوانات والناس،... خصبة، وبالتالي تحافظ على الحياة."
- "في العالم السفلي تعيش المرأة العجوز، إلهة الموت، التي تُذيب كل أشكال الحياة في الهاوية وفي نفس الوقت تسمح لها بالبعث من الأعماق. إنها الإلهة الغامضة للهلاك الأبدي والعودة؛ فهي تحدد الدورات الفلكية (غروب النجوم وشروقها)، وبالتالي أيضًا دورات الغطاء النباتي وحياة الإنسان؛ وهذا يجعلها سيدة النظام الكوني والحكمة الأبدية...." [108]

تشكل الشخصيات الثلاثة ألوهة واحدة، ولا تُفصل تمامًا عن بعضها البعض. رمزها في أغلب الأحيانالقمر بأطواره الثلاثة، كرمز الهلال الصاعد للإلهة الفتاة، ويمثل البدر الأحمر الإلهة المرأة والقمر الجديد غير المرئي مخصص لإلهة العالم السفلي. وعليه فإن الألوان المقدسة للنظام الأمومي هي الأبيض والأحمر والأسود. ويعتبر البطل الذكر رفيقًا وحبيبًا للإلهة. رمزه الشمسمن بين أشياء أخرى كثيرة. ويمر بمراحل البدء بمعنى إنجاز أعمال عظيمة، والزواج المقدس مع الإلهة، ويُضحى به، والولادة من جديد بواسطة الإلهة. وبالنسبة للإلهة الأبدية، فهو يمثل الإنسان الفاني.
وفقًا لغوتنر-أبندروت، لم تكن هناك عقائد جازمة أو نصوص مقدسة في الديانات الأمومية، بل مجموعة كبيرة ومتنوعة من الأساطير والشعائر الدينية ضمن الإطار الموصوف أعلاه.
- في الربيع كان الاحتفال بالإلهة في شكلها الشاب بالإضافة إلى شعائر دخول البطل. وهذا يرمز أيضًا إلى عودة الحياة.
- في الصيف الاحتفال بالزفاف المقدس بين الإلهة والبطل. كان القصد من ذلك ضمان خصوبة الأرض.
- في الخريف، كان يُفهم أن "موت" الحبوب الناضجة هو شرط أساسي لحياة الإنسان. يرمز موت الملك البطل ورحلته إلى الحياة الآخرة إلى موت الإنسان؛ فقد ذهب إلى إلهة العالم السفلي للصلاة من أجل خير شعبه. في الخريف، تذكر الناس أيضا أسلاف العشيرة.[112]
- في الشتاء الاحتفال بولادة الحياة من جديد . لقد كان من المُتصور على وجه التحديد أن أرواح الموتى ستولد من جديد في أطفال نفس العشيرة.[113]

يقول ماير الباحث في العهد القديم: "على غرار جيمبوتاس، تقوم هايد غوتنر-أبندروت بتبسيط الأساطير المعقدة والمختلفة لمختلف الشعوب التي استقرت حول البحر الأبيض المتوسط في أسطورة الإلهة الواحدة وابنها الحبيب، دون تحديد مصادر فردية أو أدبيات متخصصة ذات صلة. " 
تستشهد أنجيلا شنكلون بغوتنر-أبندروت كمثال على كيف "إن البحث النسوي حول الأمومية هو بمثابة استدعاء لمجتمع أفضل، وبالتالي ليوتوبيا سابقة... فمع غوتنر-أبندروت، على سبيل المثال، فإن الأمومية التي لا يزال المنظرون الذكور يصفونها بأنها "مستنقع بدائي" (باخوفن) وفوضى، أصبحت، عن طريق الأساطير المضادة، "زمنًا أسطوريًا" مسالمًا".
تلخص الفيلسوفة النسوية هيلجا لاوغش انتقاداتها لغوتنر-أبندروت على النحو التالي: «إنها تعتمد في الغالب على باخوفن وجريفز، ثم تنأى بنفسها عنهما قليلًا من الناحية الأيديولوجية. من الصعب تحديد مساهمتها في تأويل الأساطير لأنه بالكاد يمكن تحديدها. ومن الناحية الفلسفية، فإنها تقدم استدلال دائري من خلال إثبات نقطة بدايتها (النظام الأمومي) بنفس الشيء.
تنتقد هاينه Susanne Heine اختلاط النقد الأيديولوجي وصياغة نتائج جديدة في دائرة من الافتراضات والنتائج. وهذا يؤدي إلى أن الأشياء لا تكون كما لا يُفترض أن تكون، وهو الموقف الذي يذكرنا بالأنظمة الشمولية [...]: إذ تُرفض الأدلة التي تتحدث ضد وجود النظام الأمومي باعتبارها تحيزات مبنية على النظام الأبوي، في حين أن ما يتوافق مع المصالح الشخصية يعتبر صحيحًا من الناحية الموضوعية.
تنتقد الإثنولوجية شتور Dominique Stöhr منشورات غوتنر-أبندروت قائلة: "بصرف النظر عن عكس التقييم السلبي للشكل الثقافي الأمومي إلى تقييم إيجابي، لم يتغير الكثير في أنماط تفكير هؤلاء الباحثين في النظام الأمومي منذ النهج التطوري. للوهلة الأولى، يبدو نموذج "النسوية البيئية الروحية" مغريًا، لكن للوهلة الثانية يتبين أنه يوتوبيا لا تقوم على أساس علمي ولا تسعى إلى تحقيق أهداف نسوية. ما يختبئ وراء هذا البحث "الذي تقوده النساء" هو ببساطة ثنائيات جنسانية مرتبطة بحتمية بيولوجية محافظة وتنسب بشكل تعسفي جميع الصفات الإنسانية الإيجابية إلى مبدأ أنثوي.
تقوم ميريت فيلمان بتقييم منهجية غوتنر-أبندروث على النحو التالي: "يجب توخي الحذر في انتقاداتها المعلنة للأيديولوجية وكذلك في التعامل مع تداخل التخصصات، والتي تقتصر بشكل أساسي على عرض نتائج الأبحاث من مختلف التخصصات [...]". وهي نفسها تفتقد بشدة المنظور النقدي الأيديولوجي الذي أعلنت عنه. هدفها الرئيسي هو تقديم وجهة نظرها حول الماضي الأمومي.
وتشير فيلمان إلى "نوع من التسامح مع العنف" في أوصاف غوتنر-أبندروت للديانات والطقوس الأمومية: كتبت: "لا تتعب غوتنر-أبندروت أبدًا من التأكيد على أن المناسبات التي كان الاحتفاء بها في هذه الاحتفالات، وبالتالي أيضًا موت البطل كقربان، كانت تُنفذ بالفعل ولم تكن تمثيلًا [...] فالموت القرباني المنتظم للبطل/الرجل كتضحية طوعية بالنفس، وبالتالي لا يُنظر إليها على أنها مشكلة".

### ريفز سانداي
سانداي Peggy Reeves Sanday هي أستاذة الأنثروبولوجيا في جامعة بنسلفانيا وناشطة نسوية في الحركة النسائية الثانية في أمريكا الشمالية . واستنادًا إلى بحثها عن المينانغكابو في سومطرة منذ عام 1981م وبعد دراسة باخوفن وتلقياته، طورت تعريفها الخاص لمفهوم النظام الأمومي.
رفضت الأنثروبولوجية هوسكينز Janet Hoskins على سبيل المثال استخدام سانداي الواسع جدًا لمصطلح النظام الأمومي . فمصطلح "النظام الأمومي" يصبح "مصطلحًا جامعًا للمجتمعات التي فيها تقدير إنجازات الإناث في الإنجاب والتغذية وتربية الأطفال" وهذا التعريف واسع جدًا بحيث لا يكون مفيدًا لأغراض المقارنة. ما يحدث بالفعل عند المينانغكابو يوصف على سبيل المثال ببساطة بأنه "أمور النساء".

### باربرا أليس مان
بباربرا أليس مان Barbara Alice Mann محاضرة في الدراسات الأمريكية الأصلية في جامعة توليدو. من أصل إيراكوي، تستكشف تاريخ وتقاليد مجتمعها وتطلق عليه اسم النظام الأمومي. كذلك يصف بعض السكان الأصليين الآخرين في الولايات المتحدة وكندا مجتمعهم التقليدي بأنه نظام أمومي، على سبيل المثال في بيان صادر عن مجلس النساء التقليديات الستة. هذا الاستخدام للمصطلح هو من بقايا الاتصالات مع المبشرين والإثنولوجيين الأوروبيين في القرنين الثامن عشر والتاسع عشر (لافيتاو، و مورغان)، الذين أطلقوا بشكل إيجابي على هذا الشكل من المجتمع اسم القانون الأم من أجل التعبير عن فكرتهم عن الاختلاف مقارنة بالمجتمع الغربي المسيحي. بحلول القرن الثامن عشر، يقال إن الإيروكوا قد عرفوا "العصر الأمومي الذهبي". ومع اضطرار كلا الجنسين إلى الاستقرار، انخفض الوضع القوي للمرأة تدريجياً.

## دراسات نقدية في نشأة وتلقي النظريات الأمومية

### أوفه فيزيل
يجادل المؤرخ القانوني أوفه فيزيل Uwe Wesel في دراسة نشرت عام 1980 بعنوان "أسطورة النظام الأمومي". حق الأم عند باخوفن ومكانة المرأة في المجتمعات المبكرة قبل ظهور حكم الدولة ، يقول إن النظام الأمومي لم يكن موجودًا أبدًا كمرحلة ثقافية في تاريخ البشرية، وطريقة باخوفنفي فهم الأساطير باعتبارها ذكريات لأحداث حقيقية لا يمكن الدفاع عنها علمياً. بل إنه هو نفسه خلق أسطورة ينتصر فيها التفوق الأخلاقي والفكري المزعوم للرجال بشق الأنفس على الهيمنة الدينية للنساء. في أحسن الأحوال، في بعض المجتمعات، في ظل ظروف معينة، كان هناك فصل بين الجنسين في الحياة اليومية وما نتج عن ذلك من انفصال بين الجنسين.

### شفق الآلهات
قدم مؤرخو ما قبل التاريخ بريجيته رودر Brigitte Röder ويوليانه هومل Juliane Hummel وبريجيتا كونز Brigitta Kunz مؤلف "شفق الإلهات Göttinnendämmerung" في عام 1996 (طبعة جديدة في عام 2001) يناقش النظام الأمومي من منظور أثري ويدرسون فيه "أبحاث الأمومية" النسوية وينتقدونها باعتبارها غير علمية. وخلصوا إلى : لا يمكن إثبات النظام الأمومي أو دحضه باستخدام الوسائل الأثرية، وهو ما ينطبق أيضًا على النظام الأبوي.

### سينثيا إلير
في كتابها أسطورة ما قبل التاريخ الأمومي ، انتقدت الفيلسوفة الأمريكية، أستاذة دراسات المرأة والدراسات الدينية، سينثيا إيلر Cynthia Eller، أطروحة النظام الأمومي، خاصة من وجهة نظر النقد الأيديولوجي. ووفقا لها، فإن هذا تفكير رغبي لمؤيدي فرع الحركة النسائية ذو التوجه الاختلافي. إن أطروحة النظام الأمومي لها وظيفة مماثلة لتلك المفترضة في وصف “ الشيوعية الأصلية ” في الحركة العمالية في القرن التاسع عشر وهي ترجع إلى احتياجات أيديولوجية بحتة. وفي رأيها أن الاكتشافات الأثرية لا تصمد أمام الفحص الدقيق. في دراستها عام 2011 "السادة والأمازونيات أسطورة ما قبل التاريخ الأمومي، 1861-1900" تتناول التاريخ الفكري لأسطورة النظام الأمومي في نهاية القرن التاسع عشر.

### بيتر ديفيز
في دراسته التي صدرت عام 2010 م بعنوان "الأسطورة والأمومية والحداثة"، يدرس بيتر ديفيز جذور أساطير النظام الأمومي في الثقافة الألمانية. ويوضح كيف جرت قراءة أعمال باخوفن حول الأمومية في أواخر القرن التاسع عشر وأوائل القرن العشرين في سياق المناقشات حول العلاقة بين الأسطورة والحداثة والتاريخ، والنسوية ومناهضة النسوية، والطوباوية، وانتقاد العقلانية.

### ميريت فيلمان
في عام 2010، قدمت ميريت فيلمان أطروحتها للدكتوراه بعنوان "خطاب النظام الأمومي: حول تاريخ استخدام الحجة"، وهي دراسة شاملة للنشأة والاستخدام الأيديولوجي لفرضيات الأنظمة الأمومية التاريخية و"عبادة الإلهة العظمى". في السياقات الاشتراكية والقومية والباطنية والنسوية، ومن بين أمور أخرى، ضمن الحركتين النسويتين الأولى والثانية وحركة إصلاح الحياة.

### هيلجا لاوجش
في أطروحتها "خطاب الأمومية (في) الحركة النسائية الألمانية الثانية"، تناقش الفيلسوفة هيلجا لاوغش Helga Laugsch نظريات الأمومة التي تم طرحها منذ باخوفنوتتساءل عن جنسها وأيديولوجياتها الاجتماعية. ينصب التركيز على الجدل بين المجموعات المؤيدة والمناهضة للنظام الأمومي داخل الحركة النسوية.

## هوامش
1. ↑  
الوصف الأول لما يسمى بمجتمع الأم يأتي من مبشر الإيراكوي لافيتو Joseph-François Lafitau في كتابه: Moeurs des sauvages américains. Comparées aux moeurs des premiers temps. المجلد 2. باريس 1724. يعتبر لافيتو مؤسس الأنثروبولوجيا الاجتماعية المقارنة.

أشار زينسر Hartmut Zinser في عام 1981 إلى أن لافيتو اكتشف الميراث الأمومي، لكن لا يمكن القول بأن لافيتو لديه نظرية عن النظام الأمومي، انظر زينسر: Der Mythos des Mutterrechts. Verhandlung von 3 aktuellen Theorien des Geschlechterkampfes. Ullstein, Berlin u. a. 1981, S. 38–39.
2. ↑  Elke Hartmann: Zur Geschichte der Matriarchatsidee (= محاضرات عامة. Heft 133). المحاضرة الافتتاحية. جامعة هومبولت، برلين 2004, ISBN 3-86004-178-9, S. 19 (PDF-Datei; 304 kB; صفحة 37، ).
3. ↑  E. W. Müller: Mutterrecht. In: Dieter Quast (Hrsg.): Historisches Wörterbuch der Philosophie. Band 6. Schwabe, Basel 1984, S. 261.
4. ↑  Franz Borkenau: Von der minoischen zur griechischen Kultur. In: Derselbe: Ende und Anfang. Stuttgart 1984 (original: Zwei Abhandlungen über griechische Mythologie. In: Psyche. April 1953).
5. ↑  Birgit Heller: Matriarchat. In: Lexikon für Theologie und Kirche. Band 6. 1997, Spalte
6. ↑  Oswald Menghin: Die Weltgeschichte der Steinzeit, 1931
7. ↑  Meret Fehlmann: Die Rede vom Matriarchat. Zürich 2011, S. 142
8. ↑  Elke Hartmann: Zur Geschichte der Matriarchatsidee هارتمان: عن تاريخ فكرة النظام الأمومي. المحاضرة الافتتاحية (= محاضرات عامة في جامعة هومبولت ببرلين. المجلد 133). برلين 2004 (الطبعة الثانية. 2006).
9. ↑  Birgit Heller: Matriarchat. In: Lexikon für Theologie und Kirche. Band 6: Kirchengeschichte bis Maximianus. Freiburg/Br. 1997, Spalte 1475.

Gerda Lerner: The Creation of Patriarchy. Oxford University Press, 1986, ISBN 978-0-19-505185-8, S. 31.
10. ↑  Margaret Ehrenberg: Women in Prehistory. London British Museum Publications 1989, ISBN 0-7141-1388-3

Bruce Trigger: A History of Archaeological Thoughts. 2. Auflage. Cambridge University Press, 2006, عن: Meret Fehlmann: Die Rede vom Matriarchat. Zürich 2011, S. 135 ff.
11. ↑  Artikel Matriarchat. In: Konrad Fuchs, Heribert Raab (Hrsg.): Wörterbuch Geschichte. Deutscher Taschenbuch Verlag, München 2001, S. 515.
12. ↑  Liddell, Henry George, & Robert Scott, An Intermediate Greek–English Lexicon, for γυναικοκρατία.
13. ↑  بالألمانية Das Mutterrecht: Eine Untersuchung über die Gynaikokratie der alten Welt nach ihrer religiösen und rechtlichen Natur
14. ↑  تشمل الأعمال الأخرى : Urreligion و antike Symbole (3 Bände 1926) sowie Mutterrecht و Urreligion (1927).
15. ↑  قارن بين المبشر اليسوعي Lafitau لافيتو (1724)، والفيلسوف والمؤرخ John Millar ميلار (1771)، والمؤرخ Emil Rückert روكرت (1846)، والسيدة E. A. Casaubon كازاوبون (1852)، والصحفي والناشر E. A. Casaubon جيراردين (1852) المقتبس من Meret Fehlmann فيلمان: Die Rede vom Matriarchat. 2011, S. 53، تذكر Elke Hartmann هارتمان أيضًا المنظر السياسي توماس هوبز (1588–1679)، الذي تحدث عنه.
16. ↑  Peter Davies: Myth, Matriarchy and Modernity: Johann Jakob Bachofen in German Culture 1860–1945. De Gruyter, Berlin u. a. 2010, ISBN 978-3-11-022708-6.
17. ↑  Meret Fehlmann: Die Rede vom Matriarchat. 2011, S. 53.
18. ↑  Elisabeth Gould Davis: The First Sexe. 1971; Elaine Morgan: The Descent of Woman. 1972
19. ↑  رسالة من باهوفن إلى ناشره Cotta كوتا عام 1857، مقتبسة في كتاب Peter Davies ديفيز :Matriarchy und Modernity. 2011، ص 11.
20. ↑  Johann Jakob Bachofen: Das Mutterrecht. 4. Auflage. Suhrkamp, Frankfurt 1982, S. 28.
21. ↑  Felix Wiedemann: Rassenmutter und Rebellin: Hexenbilder in Romantik, völkischer Bewegung, Neuheidentum und Feminismus. Königshausen & Neumann, Würzburg 2007, S. 70.
22. ↑  Bachofen: Das Mutterrecht. S. 99.
23. ↑  Bachofen: Das Mutterrecht. S. 130.
24. ↑  Elke Hartmann: Zur Geschichte der Matriarchatsidee. Antrittsvorlesung, Humboldt-Universität Berlin 2004.
25. ↑  Peter Davies: Myth, Matriarchy and Modernity. New York 2011, S. 23.
26. ↑  Helga Laugsch: Der Matriarchatsdiskurs (2011), S. 91.
27. ↑  Bachofen: Das Mutterrecht. S. 302, zitiert bei Meret Fehlmann: Die Rede vom Matriarchat, S. 69.
28. ↑  Helga Laugsch: Der Matriarchatsdiskurs (2011), S. 92 f. Fehlmann: Die Rede vom Matriarchat, S. 67 ff.
29. ↑  Bachofen: Das Mutterrecht. 1861. S. 23
30. ↑  Bachofen: Das Mutterrecht. 1861. S. 54
31. ↑  Meret Fehlmann: Die Rede vom Matriarchat (2011), S. 63.
32. ↑  Elke Hartmann: Zur Geschichte der Matriarchatsidee. Antrittsvorlesung (= Öffentliche Vorlesungen der Humboldt-Universität zu Berlin 133). Berlin 2004, ISBN 3-86004-178-9, S. 10.
33. ↑  Peter Davies: Myth, matriarchy and Modernity. S. 13.
34. ↑  Felix Wiedemann: Rassenmutter und Rebellin. 2007, S. 72.
35. ↑  Susanne Lenward: Mythos, Mutterrecht und Magie. Zur Geschichte religionswissenschaftlicher Begriffe, Reimer Verlag Berlin 1993, S. 78.
36. ↑  Helga Laugsch: Der Matriarchatsdiskurs. S. 95.
37. ↑  Meret Fehlmann: Die Rede vom Matriarchat. S. 71.
38. ↑  Stefanie v. Schnurbein: Götterglaube in Wendezeiten. Claudius Verlag 1993, S. 115.
39. ↑  Meret Fehlmann: Die Rede vom Matriarchat. Chronos Verlag Zürich 2011, S. 82.
40. ↑  في عام 1851، نشر مورغان أول دراسة للنظام الاجتماعي للإيروكوا، تحت عنوان League of the Ho-dé-no-saunee, or Iroquois، والتي أهداها لباركر.
41. ↑  H.-R. Wicker: Einführungsvorlesung in Sozialanthropologie 2005, Institut für Sozialanthropologie, Bern
42. ↑  L. H. Morgan: Ancient Society. New York 1977. p 350. https://www.gutenberg.org/files/45950/45950-h/45950-h.htm
43. ↑  Meret Fehlmann: Die Rede vom Matriarchat. Chronos Verlag Zürich 2011, S. 81 ff.
44. ↑  Peter Davies: Myth, matriarchy and modernity. De Gruyter, New York 2010, S. 60.
45. ↑  Friedrich Engels: Der Ursprung der Familie, des Privateigentums und des Staates. Berlin 1962, S. 59 f.
46. ↑  Friedrich Engels: Der Ursprung der Familie, des Privateigentums und des Staates. Berlin 1962, S. 61
47. ↑  Carolyn Fluehr-Lobban: Marxist reappraisal of the matriarchate.
48. ↑  Meret Fehlmann: Die Rede vom Matriarchat (2011), S. 260 f.
49. ↑  Meret Fehlmann: Die Rede vom Matriarchat (2011), S. 266 f.
50. ↑  August Bebel: Die Frau und der Sozialismus. Ausgabe von 1996, S. 263 f.
51. ↑  August Bebel: Die Frau und der Sozialismus. Ausgabe von 1996, S. 656 f.
52. ↑  Peter Davies: Myth, Matriarchy and Modernity. De Gruyter, NY 2010, S. 107.
53. ↑  حول "المصطلح العام" "قومي/ شعبي/völkisch " وتحته "الاشتراكي القومي" كبديل لمصطلح "قومي/völkisch"، انظر على سبيل المثال: Martin Broszat, Der Nationalsozialismus. Weltanschauung, Programm und Wirklichkeit, Stuttgart 1960, S. 56; Wolfgang Benz, Hermann Graml, Hermann Weiß (Hrsg.), Enzyklopädie des Nationalsozialismus, München 1998, 3. Aufl., S. 784; Eckard Reidegeld, Staatliche Sozialpolitik in Deutschland, Bd. II, Sozialpolitik in Demokratie und Diktatur, Wiesbaden 2006, S. 306; Dina Kashapova, Kunst, Diskurs und Nationalsozialismus, Berlin u. a. 2006, S. 10.
54. ↑  Mathilde Ludendorff: Das Weib und seine Bestimmung, 1917
55. ↑  Ludendorff zitiert nach Meret Fehlmann: Die Rede vom Matriarchat (2011), S. 342 f.
56. ↑  Uwe Puschner, Die völkisch-religiöse Bewegung im Nationalsozialismus: Eine Beziehungs- und Konfliktgeschichte, Göttingen 2012, passim.
57. ↑  Ernst Bergmann: Erkenntnisgeist und Muttergeist .1931
58. ↑  Sophie (Pia) Rogge-Börner: Rückkehr zum Mutterrecht?, 1932
59. ↑  Meret Fehlmann: Völkische Bewegung oder die arteigene Göttin. In: Die Rede vom Matriarchat. Chronos Verlag, Zürich 2011, S. 335 f.
60. ↑  Meret Fehlmann: Die Rede vom Matriarchat. S. 340.
61. ↑  Peter Davies: Myth, Matriarchy and Modernity. De Gruyter, New York 2010, S. 351 f.
62. ↑  The Mothers. A Matriarchal Theory of Social Origins (3 Bde. London 1927)
63. ↑  Robert Briffault: The Mothers. Neuauflage Howard Fertig New York 1993, S. 27.
64. ↑  Meret Fehlmann: Die Rede vom Matriarchat. Chronos Verlag Zürich 2011, S. 101.
65. ↑  Robert Briffault: The Mothers. Neuauflage Howard Fertig New York 1993, S. 326.
66. ↑  Peter Davies: Myth, Matriarchy and Modernity (2010), S. 391.
67. ↑  Bronislaw Malinowsi: Mutterrechtliche Familie und Ödipus-Komplex. Eine psychoanalytische Studie. Internationaler Psychoanalytischer Verlag, Leipzig 1924, S. 216–217. مُقتبس في Laugsch: Der Matriarchatsdiskurs (2011), S. 75.
68. ↑  Wilhelm Reich: Der Einbruch der Sexualmoral. Zur Geschichte der sexuellen Ökonomie. 2., erweiterte Auflage. Verlag für Sexualpolitik, Berlin 1935; rev. Neuauflage u. d. T. Der Einbruch der sexuellen Zwangsmoral. Kiepenheuer & Witsch, Köln 1972
69. ↑  Vergleiche Heide Göttner-Abendroth: Das Matriarchat. Band 1. S. 69 ff.
70. ↑  Sir Galahad (Bertha Eckstein-Diener): Mütter und Amazonen – ein Umriß weiblicher Reiche. Wieder aufgelegt. Non Stop Verlag, Berlin 1975 (original: Langen Verlag, München 1932).

Heide Göttner-Abendroth: Das Matriarchat. Band I, S. 155 ff. Im Jahr 1996 erneut aufgelegt unter dem Titel: Sir Galahad, Bertha Eckstein-Diener: Mütter und Amazonen. Liebe und Macht im Frauenreich. Ullstein Tb, Berlin 1996, ISBN 3-548-35594-3.
71. ↑  Heide Göttner-Abendroth: Das Matriarchat. Band 1. S. 64 ff.; Wilhelm Schmidt: Das Mutterrecht. Johnson, New York 1966 (1. Nachdruck der Ausgabe Verlag der Missionsdr. St. Gabriel, Wien-Mödling 1955).
72. ↑  Robert Graves: Die weiße Göttin. Die Sprache des Mythos. ISBN 3-499-55416-X, S. 79 (englisch 1948: The White Goddess)
73. ↑  Meret Fehlmann: Die Rede vom Matriarchat. Chronos Verlag Zürich 2011, S. 124.
74. ↑  Heide Göttner-Abendroth: Das Matriarchat. Band 1. S. 102 ff.
75. ↑  بالإنجليزية Çatalhöyük, A Neolithic Town in Anatolia (1967)
76. ↑  James Mellaart: Catal Hüyük – Stadt aus der Steinzeit. Lübbe Verlag, 1967, S. 272.
77. ↑  Meret Fehlmann: Die Rede vom Matriarchat (2011), S. 165.
78. ↑  James Mellaart: Catal Hüyük – Stadt aus der Steinzeit. Lübbe Verlag, 1967, S. 236.
79. ↑  Sigrist مُقتبس في Laugsch: Der Matriarchatsdiskurs. 2011, S. 65.
80. ↑  Helga Laugsch: Der Matriarchatsdiskurs. 2011, S. 69.
81. ↑  Heide Göttner-Abendroth: Das Matriarchat. Band I, S. 56 ff.
82. ↑  ومع ذلك، لم تقدم غوتنر-أبندروت حتى الآن أطروحتها حول ظهور النظام الأبوي إلا في المحاضرات؛ ولا يزال الكتاب الذي أعلن عنه في هذا الصدد عام 1985 معلقا. قارن Laugsch: Der Matriarchatsdiskurs (2011) S. 69
83. ↑  Christian Sigrist: Regulierte Anarchie: Untersuchungen zum Fehlen und zur Entstehung politischer Herrschaft in segmentären Gesellschaften Afrikas. EVA 1994, S. 95 f.
84. ↑  Marija Gimbutas: Gods and Goddesses of Old Europe, 7000-3500 B. C.: Myths, Legends and Cult Images. Thames & Hudson, 1974, ISBN 0-500-05014-7.
85. ↑  The Language of the Goddess (1989)
86. ↑  The Civilization of the Goddess (1991)
87. ↑  Meret Fehlmann: Marija Gimbutas und Alteuropa. In: Die Rede vom Matriarchat. Zürich 2011, S. 168–177.
88. ↑  Rosemary Radford Ruether: Goddesses and the divine feminine. A Western Religious History. University of California Press, Berkeley/Los Angeles/London 2005, ISBN 0-520-23146-5, S. 6

The Politics of Women’s Spirituality. Essays on the Rise of Spiritual Power Within the Feminist Movement. Anchor Books, Garden City 1982

Riane Eisler: The Chalice and the Blade. Our History, Our Future. Harper & Row, San Francisco 1987.
89. ↑  Russell Dale Guthrie: The Nature of Paleolithic Art. University of Chicago Press, London 2005, S. 368
90. ↑  Christl M. Maier: Muttergöttin.
91. ↑  Ruth Tringham: Review von Gimbutas: Civilization of the Goddess.
92. ↑  Sonja Distler: ''Mütter, Amazonen & dreifältige Göttinnen.'' 1989, مقتبس عند Laugsch: ''Der Matriarchatsdiskurs.'' 2011, S. 417.
93. ↑  Christina Thürmer-Rohr: Veränderungen der Gewaltdebatte in den letzten 30 Jahren.
94. ↑  Charlene Spretnak: Lost Goddesses of Early Greece.
95. ↑  Helga Laugsch: Der Matriarchatsdiskurs. (2011), S. 178, 179.
96. ↑  Meret Fehlmann: Die Rede vom Matriarchat. 2011, S. 436.

Eva-Maria Ziege: Mythische Kohärenz. (Diss.) UVK Verl. Ges. 2002, bes. S. 220.

Felix Wiedemann: Rassenmutter und Rebellin. 2007, S. 300 ff.

David W. Anthony: Nazi and eco-feminist prehistories: ideology and empiricism in Indo-European archaeology. In: Philip L. Kohl: Nationalism, Politics and the Practice of Archaeology. Cambridge University Press 1996, Neuauflage 2009, S. 82–96.
97. ↑  Meret Fehlmann: Die Rede vom Matriarchat.
98. ↑  منذ العصور القديمة، تم النظر إلى الآلهة بطرق مختلفة.
99. ↑  Carol P. Christ: Rebirth of the Goddess.
100. ↑  Mary Daly: Beyond God the Father.
101. ↑  Meret Fehlmann: Die Rede vom Matriarchat.2011, S. 393–394.
102. ↑  Meret Fehlmann: Die Rede vom Matriarchat. Zur Gebrauchsgeschichte eines Arguments. Dissertation. Chronos Verlag, Zürich 2011, S. 130.
103. ↑  في الأعوام 2003 و2005 و2011، عُقدت ثلاثة اجتماعات للمؤتمر العالمي لأبحاث النظام الأمومي تحت إدارة غوتنر-أبندروت.
104. ↑  Claudia von Werlhof, Carola Meier-Seethaler, Christa Mulack, Göttner-Abendroth u. a. (Hrsg.)
105. ↑  Meret Fehlmann: Die Rede vom Matriarchat.

Dissertation. Chronos Verlag, Zürich 2011, S. 135 ff.
106. ↑  Ilse Lenz: Geschlechtssymmetrische Gesellschaften: Wo weder Frauen noch Männer herrschen. In: Ruth Becker, Beate Kortendiek: Handbuch Frauen- und Geschlechterforschung. VS Verlag für Sozialwissenschaften 2010, S. 30 ff.
107. ↑  Stefanie Knauß: Heide Göttner-Abendroths (geb. 1941). Eine kritische Vorstellung der Klassikerin der Matriarchatforschung. S. 99.
108. ↑  كل الاقتباسات من: H. Göttner-Abendroth: Die Göttin und ihr Heros. 1984.
109. ↑  Heide Göttner-Abendroth: Die Göttin und ihr Heros. München 1984, S. 17 ff.
110. ↑  Heide Göttner-Abendroth: Die Göttin und ihr Heros. München 1984, S. 20.
111. ↑  Heide Göttner-Abendroth: Matriarchale Spiritualität, Folge II: Matriarchale Lebensformen – Anregungen zur Feier des Lebens.  In: KursKontakte. Ausgabe 120,
112. ↑  Göttner-Abendroth: Das Matriarchat. Band II,1, 1991 Kohlhammer Verlag, S. 56.
113. ↑  Heide Göttner-Abendroth: Die Göttin und ihr Heros. München 1984, S. 32 ff.
114. ↑  Christl M. Maier: Muttergöttin. In: Michaela Bauks, Klaus Koenen (Hrsg.): Das wissenschaftliche Bibellexikon im Internet (WiBiLex). Stuttgart 2008.
115. ↑  Angela Schenkluhn: Matriarchy / Patriarchy. In: Kocku von Stuckrad (Hrsg.): The Brill Dictionary of Religion. Brill, Leiden/Boston 2006, S. 1177–1179, hier 1178:
116. ↑  Helga Laugsch: Streitpunkt Matriarchat. (Geschichtliche) Wirklichkeit, Lüge, Möglichkeit? Ringvorlesung der Universität Konstanz 1997, In: Helga Laugsch: Der Matriarchatsdiskurs. München 2011, S. 422.
117. ↑  Susanne Heine: Wiederbelebung der Göttin? Zur systematischen Kritik einer feministischen Theologie. Vandenhoeck & Ruprecht, Göttingen 1987, S. 92 f.
118. ↑  Dominique Stöhr: Christa Wolfs Kassandra im Spannungsfeld von feministischer Ethnologie, gender studies und Mythosrezeption. Magisterarbeit im Fach Ethnologie vorgelegt der Fakultät für Sozial- und Verhaltenswissenschaften der Ruprecht-Karls-Universität. Heidelberg 2001, S. 29
119. ↑  Meret Fehlmann: Die Rede vom Matriarchat. Zur Gebrauchsgeschichte eines Arguments. Chronos Verlag, Zürich 2011, S. 131–133.
120. ↑  Meret Fehlmann: Die Rede vom Matriarchat.
121. ↑  Peggy Reeves Sanday: Women at the Center. Life in a Modern Matriarchy. Cornell University Press, Ithaca 2002
122. ↑  Janet Alison Hoskins: Artikel Matriarchy. In: M. C. Horowitz (Hrsg.): New Dictionary of the History of Ideas. Band 4. Routledge, London u. a. 2004; Thomson Gale 2005, S. 1384–1389, hier S. 1388
123. ↑  Barbara Alice Mann: Iroquoian Women: The Gantowisas. New York 2000; Barbara Alice Mann: Daughters of Mother Earth: The Wisdom of Native American Women (Native America: Yesterday and Today). 2006.The Tainted Gift: The Disease Method of Frontier Expansion. Praeger Frederick 2009.
124. ↑  Six Nations Traditional Women’s Council Fire: Report to the United Nations Committee to End All Forms of Discrimination Against Women (CEDAW).
125. ↑  J. F. Lafitau: Moeurs des sauvages amér. comparées aux moeurs des premiers temps 1. 2. Paris 1724.
126. ↑  Meret Fehlmann: Die Rede vom Matriarchat. 2011, S. 54.
127. ↑  Uwe Wesel: Der Mythos vom Matriarchat. Über Bachofens Mutterrecht und die Stellung von Frauen in frühen Gesellschaften vor der Entstehung staatlicher Herrschaft.
128. ↑  Cynthia Eller: The Myth of Matriarchal Prehistory. Beacon, 2000, ISBN 0-8070-6792-X.
129. ↑  Cynthia Eller : Gentlemen and Amazons. The Myth of Matriarchal Prehistory, 1861–1900, University of California Press 2011, ISBN 978-0-520-26676-6
130. ↑  Peter Davies: Myth, Matriarchy and Modernity. Johann Jakob Bachofen in German Culture 1860–1945. De Gruyter, New York 2010, ISBN 978-3-11-022708-6.
131. ↑  Meret Fehlmann: Die Rede vom Matriarchat. Zur Gebrauchsgeschichte eines Arguments. Chronos, Zürich 2011, ISBN 978-3-0340-1067-2, S. 260–261
132. ↑  Rolf Löchel: Kopistennaturen und rehabilitierte Mängelwesen. Helga Laugsch hat ihre Dissertation über den feministischen Matriarchats-Diskurs neu aufgelegt. Literaturkritik, Nr. 5/Mai 2012

1. Die erste Beschreibung einer so genannten mutterrechtlichen Gesellschaft stammt von dem Irokesen-Missionar Joseph-François Lafitau: Moeurs des sauvages américains. Comparées aux moeurs des premiers temps. 2 Bände. Paris 1724 („Sitten der amerikanischen Wilden, verglichen mit den Sitten der ersten Zeiten“; Leseprobe في كتب جوجل). Lafitau gilt als Begründer der vergleichenden Sozialanthropologie.

Hartmut Zinser merkte dazu 1981 an, dass Lafitau zwar die matrilineare Erbfolge entdeckt habe, doch könne darüber hinaus nicht von einer Matriarchatstheorie bei Lafitau gesprochen werden, siehe Hartmut Zinser: Der Mythos des Mutterrechts. Verhandlung von 3 aktuellen Theorien des Geschlechterkampfes. Ullstein, Berlin u. a. 1981, S. 38–39.